# Les Quatre Âges de l'homme

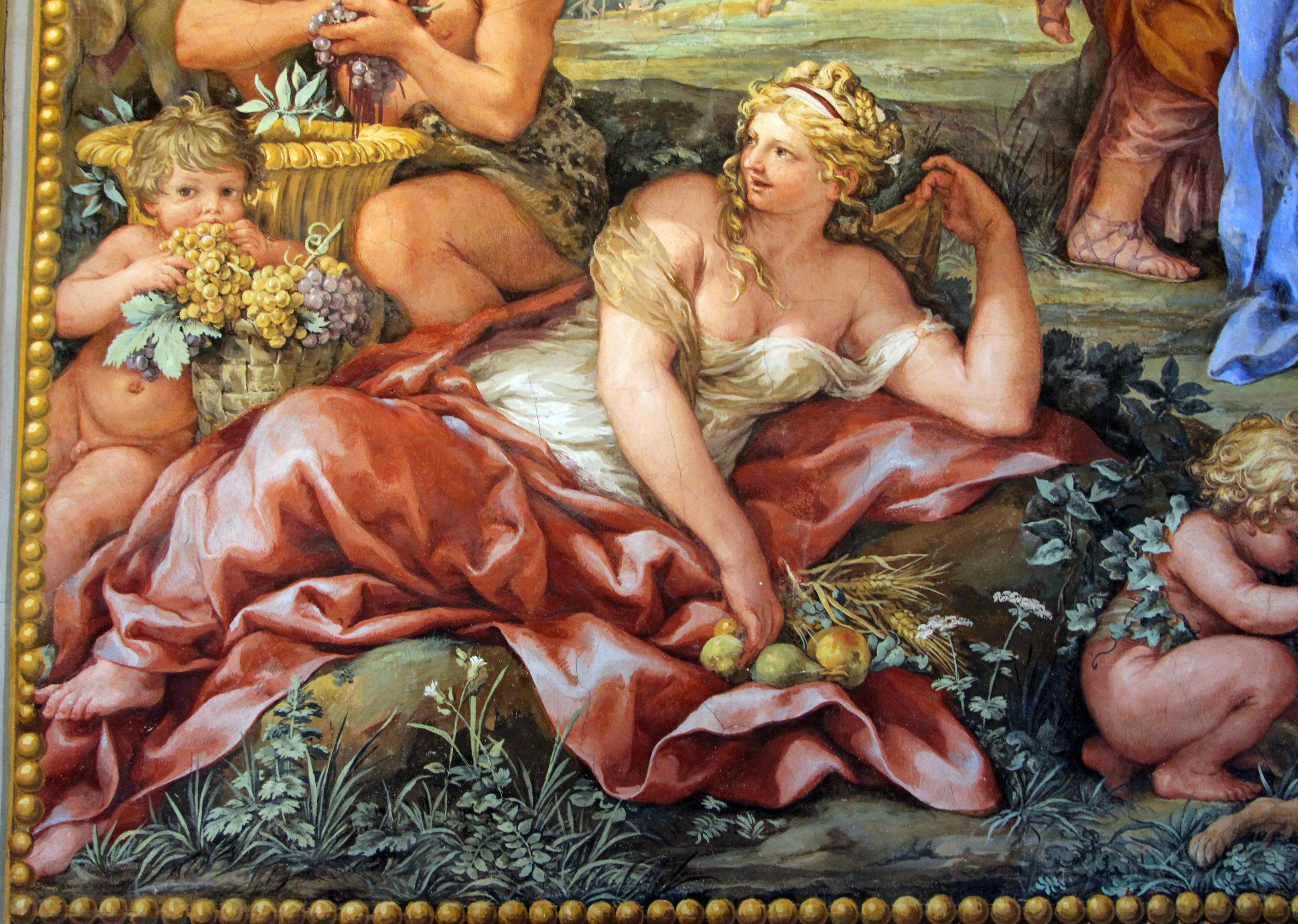
Détail de L'Âge d'argent.

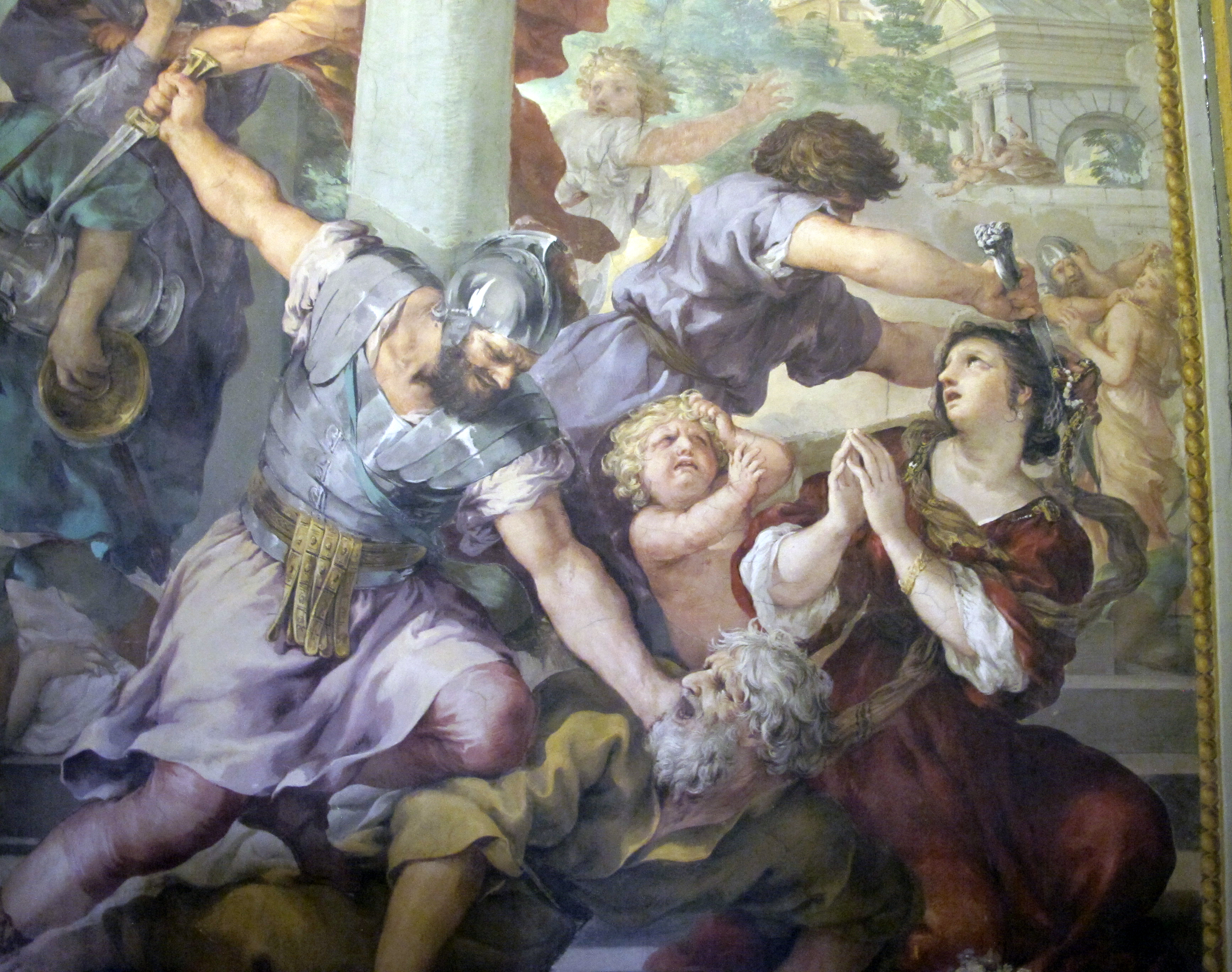
Détail de L'Âge du fer.

Les Quatre Âges de l'homme ou Les Âges de l'homme sont un cycle de quatre fresques allégoriques peintes par Pierre de Cortone, reprenant le thème de la mythologie grecque du mythe des âges de l'humanité. Deux scènes (L'Âge d'or et L'Âge d'argent) datent de 1637 et deux autres (L'Âge du bronze et L'Âge du fer) de 1641. Ces fresques décorent les parois latérales de la Sala della Stufa du Palais Pitti de Florence,.
Les scènes constituent, avec le Triomphe de la Divine Providence du palais Barberini à Rome, les fresques des Salles des Planètes du même palais Pitti ainsi que celles des Histoires d'Énée au palais Pamphilj de la Piazza Navona à Rome, une des œuvres les plus abouties de l'art pictural de Cortona et, plus généralement, de la fresque baroque italienne.

## Histoire

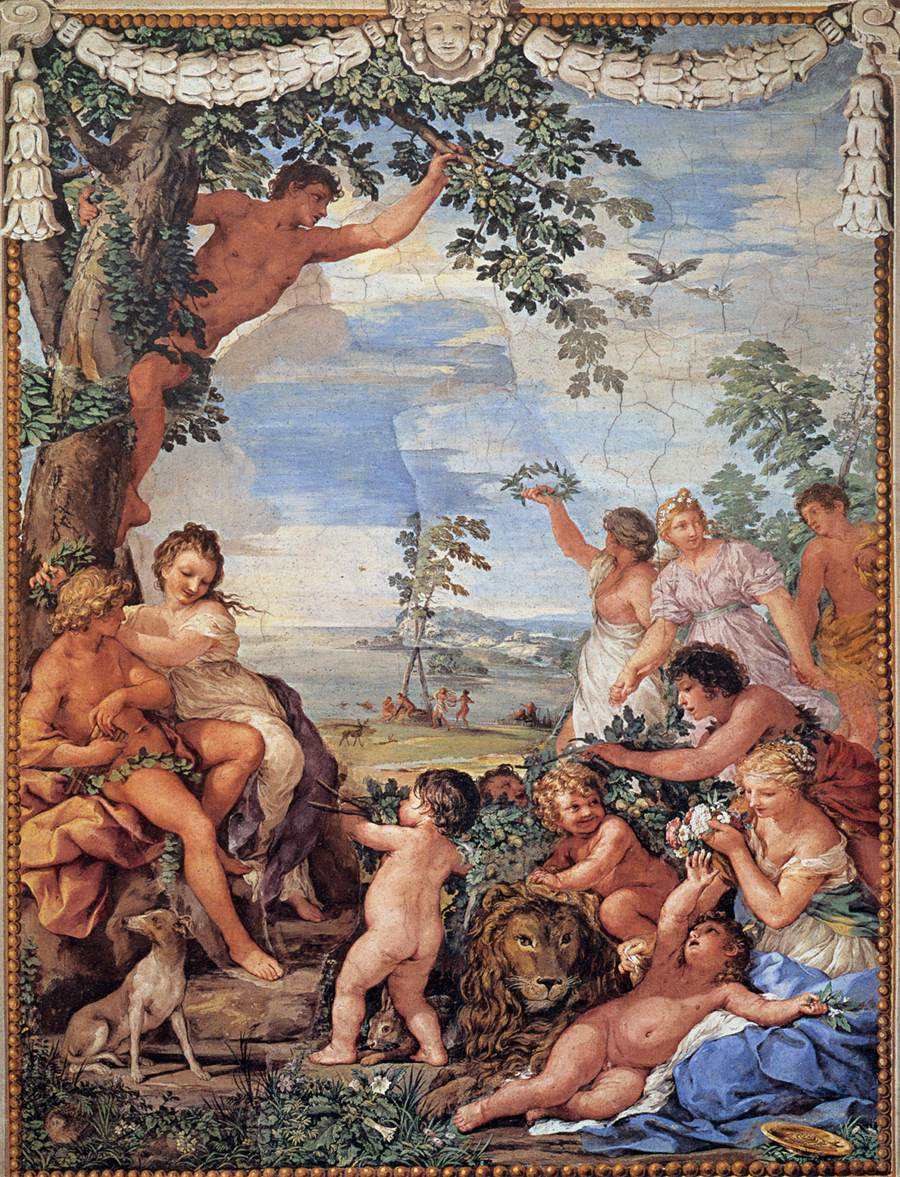
L'Âge d'or.

En 1637, Pietro da Cortona, au cours d'un voyage qui emmenait à Bologne son ami Giulio Cesare Sacchetti, qui venait d'être nommé cardinal de la ville émilienne, s'arrêta pour un long séjour à Florence, qui dura au total plus de sept ans, entrecoupé de trois retours à Rome. À cette époque, le peintre toscan a laissé à Florence certaines des œuvres les plus importantes de son catalogue et du baroque italien, à savoir les fresques des Quatre Âges de l'Homme pour la salle della Stufa et celles des Salles des Planètes, toutes deux au palais Pitti. C'est probablement précisément grâce à l'intercession de Sacchetti que Cortona dut accéder à la demande de Ferdinand II de Médicis de décorer la Sala della Stufa, initialement destinée à servir de loge du grand-duc, conformément au projet iconographique élaboré par Michel-Ange Buonarroti le Jeune, chez qui Cortona était hébergé. Le cycle présentait quatre scènes distinctes sur les murs latéraux de la pièce, avec les différents Âges de l'homme (dans l'ordre : or, argent, bronze et fer), thème tiré des Métamorphoses d'Ovide,.

L'Âge d'argent.

En 1637, en seulement deux mois, Cortona a réalisé l'Âge du bronze et celui du fer. Les travaux commencèrent rapidement, à tel point que dans une lettre envoyée à Rome le 20 juillet 1637 (environ un mois après son arrivée à Florence) destinée au cardinal Francesco Barberini, le peintre déclarait : « Je pensais pouvoir informer Son Éminence de tout le voyage de M. le Cardinal Sacchetti, mais je devais rester ici à Florence, pour faire deux tableaux à fresque, l'un est l'Âge d'or et l'autre l'Âge d'argent, et à la fin du mois d'août, je les aurai sûrement finis, et ensuite, si c'est du goût de Son Éminence, je poursuivrai le voyage ».
Une lettre ultérieure, datée du 13 septembre de la même année, envoyée à nouveau au mécène Barberini à Rome, prouve que les peintures étaient presque terminées, tandis que le grand-duc Ferdinand II exprimait son intention de continuer le cycle avec les deux autres manquantes, même si Cortona n'a pris aucun engagement formel, conscient de devoir retourner à Rome pour achever le Triomphe de la Divine Providence : « Ici, je me trouve à la fin des deux histoires de la fresque, il me suffit de les retoucher. Dans cette pièce, il nous manquerait l'âge du bronze et celui du fer. Son Altesse m'a demandé si je pensais faire le voyage en Lombardie et, au retour, passer par Florence et faire les deux autres. Je lui répondis que je pensais revenir par la route de Lorette ; et donc il ne m'a rien dit d'autre. Mais S.A. est très bien informé des obligations que j'ai envers vous…  cependant, je ne me suis engagé sur aucune parole, mais ces messieurs me disent toujours que Votre Excellence souhaite et voudrait que je termine pour vous cette pièce, et il faudra encore deux mois pour l'achever ».
Après le court voyage à Venise, puis le retour à Rome, il n'existe aucune information précise sur le deuxième séjour florentin du peintre. On sait avec certitude qu'en 1639 l'achèvement de la voûte Barberini à Rome était en cours, à tel point que dans une lettre envoyée en septembre de la même année à Michel-Ange Buonarroti le Jeune, Cortona exprimait son espoir de revenir à Florence vers le mois de mars de la nouvelle année, donc en 1640, pour achever les travaux commencés. Au cours des années 1640-1641, le peintre se trouvait donc à Florence pour compléter les deux autres fresques manquantes de la série, où à cette occasion il reçut la commande des salles des Planètes donc L'Âge d'Or et d'Argent.
Il existe plusieurs dessins préparatoires réalisés par Cortona pour la réalisation des quatre scènes, dont certains sont conservés au musée de l'université de Princeton, au Gabinetto delle Stampe à Rome, dans celui des Offices à Florence, tandis que d'autres se trouvent à Vienne.

## Description

### L'Âge d'or

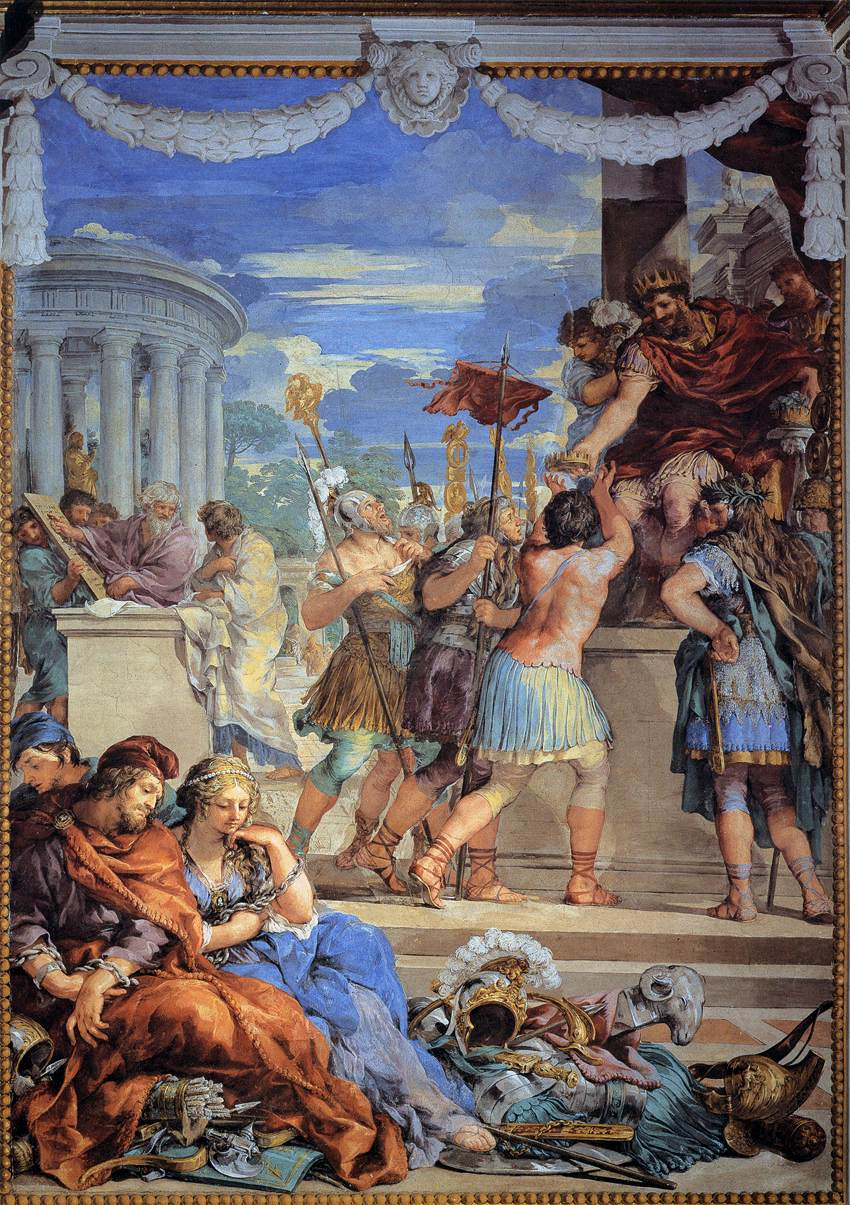
L'Âge de bronze.

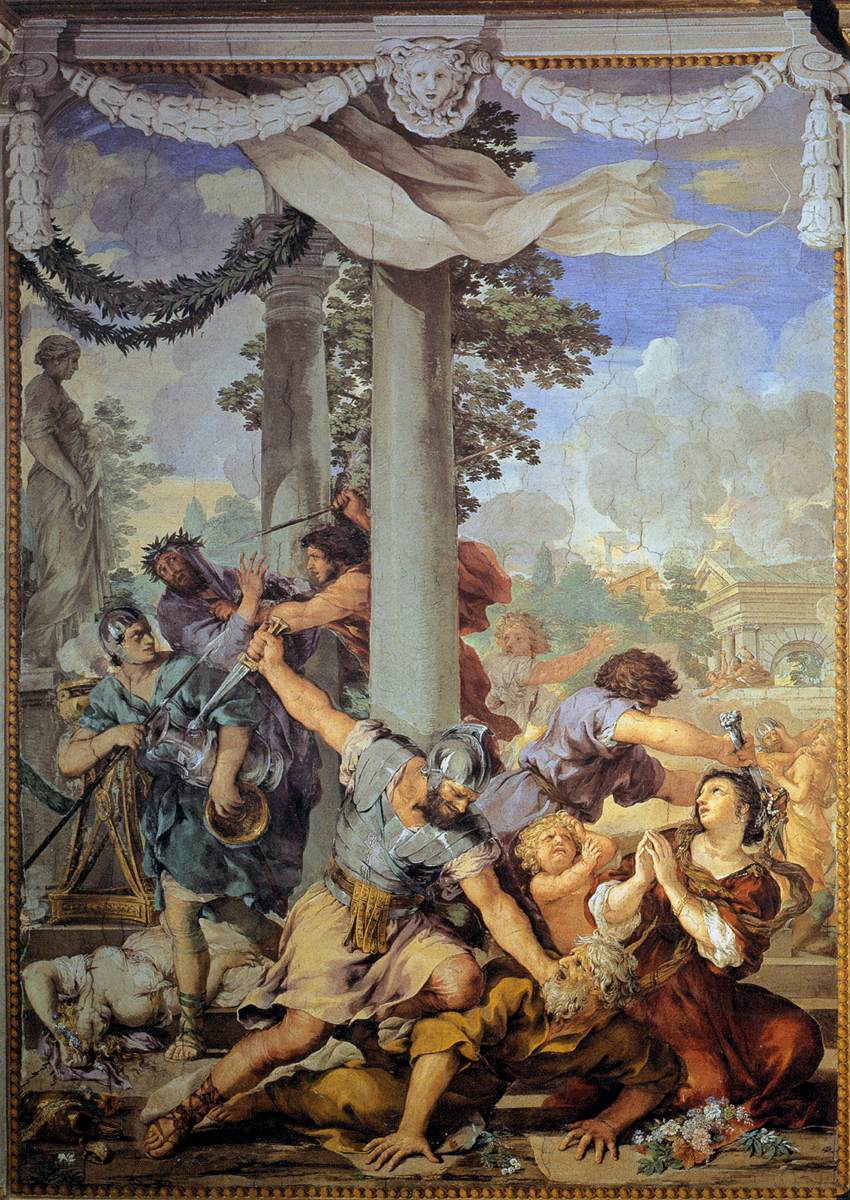
L'Âge de fer

Dans L'Âge d'Or, Ovide imaginait un contexte sans armées, où les gens vivaient dans l'oisiveté sans crainte de punitions et de menaces, « […] sans avoir besoin d'armées, les gens vivaient paisiblement dans les bras de l'oisiveté. Libre, intouchée par le râteau, non labourée par la charrue, la terre produisait tout à elle seule et les hommes, satisfaits des aliments qui surgissaient spontanément, récoltaient les arbousiers, les fraises des bois, les cornouillers, les mûres cachées parmi les épines des ronces et les glands tombés de l'arbre de Jupiter. C'était le printemps éternel : avec leurs souffles chauds les Zéphyrs caressaient calmement les fleurs nées sans pépins, et aussitôt la terre non labourée produisait des fruits, les champs inépuisés étaient dorés aux épis mûrs ». Dans la scène, nous trouvons donc un climat et un paysage idéaux, non contaminés, avec un chêne (symbole de force) d'où tombent des glands, certains cueillis par un jeune homme grimpé sur l'arbre, avec un homme jouant de la lyre en dessous et une fille plaçant sur sa tête une couronne de laurier ; à droite d'autres personnages dans un esprit serein et jovial, tandis qu'au centre de la scène on voit un garçon chevauchant un lion apprivoisé, qui identifie l'ère de la paix.

### L'Âge d'argent
L'Âge d'argent est décrit par Ovide comme l'âge des semailles : « Quand Saturne fut poussé dans les ténèbres du Tartare et que le monde tomba sous la domination de Jupiter, et que l'âge d'argent prit le dessus, pire que l'âge d'or, mais plus précieux que celui de bronze. Jupiter raccourcit l'ancienne durée du printemps et divisa l'année en quatre saisons : l'hiver, l'été, un automne variable et un printemps court. Alors pour la première fois, l'air devint ardent à cause de la chaleur ou se figea en glace à cause des piqûres du vent ; pour la première fois, il fallait des maisons, et c'étaient des grottes, des arbustes épais, des branches liées entre elles par des fibres ; enfin les céréales étaient semées en longs sillons et les bœufs gémissaient sous le poids du joug ». Les éléments de l'agriculture sont donc la partie centrale de la scène, comme les épis de blé tenus par l'une des trois femmes couvertes sous l'auvent à droite, quelques outils devant elles, tandis qu'à gauche se trouvent des personnages effectuant les vendanges, avec une femme allongée à côté de quelques fruits. Au fond à gauche, on voit un homme poussant un bœuf et un autre portant sur son épaule un animal tué, tandis qu'au fond, au milieu du paysage, on voit des hommes tondre des moutons.

### L'Âge de bronze
Le troisième âge est celui du Bronze, qui dans Les Métamorphoses est représenté comme plus cruel et enclin « à l'horreur des armes » (qui sont en effet représentées au centre, déposées par les barbares vaincus, placées au premier plan à en bas à gauche de la scène), « mais pas méchant ». Au fond, à droite, l'empereur victorieux assis sur le trône est loué par les soldats, tandis qu'à gauche, on voit une architecture à colonnades. La présence du temple, celle du vieil homme à une table expliquant à d'autres personnages, ainsi que la figure de l'empereur symbolisant la guerre, démontrent que l'époque « n'est pas méchante » car elle n'est pas en proie à la folie absolue, mais elle est régie par des lois et par une certaine discipline, sacrée et civile, comme a pu l'être celle de l'Empire romain.

### L'Âge du fer
La dernière représentation est celle de L'Âge du fer, où est transposé le contexte de guerre et d'actes de violence qui dominent cette phase, également fait de tromperies et de complots : « Ainsi fut extrait le fer nocif et encore plus nocif l'or : et la guerre est apparue, qui se fait avec les deux et lance des armes avec des mains ensanglantées. Nous vivons de vol : l'invité est à la merci de son hôte, le beau-père du gendre, et l'harmonie entre frères est rare. L'homme complote la mort de sa femme et elle celle de son époux ; de terribles belles-mères répandent des poisons meurtriers ; le fils envisage les années de son père ».